# Бауэр, Тревор
Тревор Эндрю Бауэр (англ. Trevor Andrew Bauer, род. 17 января 1991 года) — американский профессиональный бейсболист, питчер команды «Лос-Анджелес Доджерс». Игравший ранее за «Аризону Даймондбэкс», «Кливленд Индианс» и «Цинциннати Редс».
Бауэр играл в бейсбольной команду Университета Калифорнии в Лос-Анджелесе «УКЛА Брюинз», где выиграл награду Голден Спайкс в 2011 году. На драфте МЛБ 2011 года был выбран под общим третьим номером клубом «Аризона Даймондбэкс» и в следующем году дебютировал в МЛБ. В межсезонье 2012/13 был обменян в «Индианс». В дедлайн обменов 2019 года был обменян в «Редс». В следующем году стал лидером Национальной лиги по ERA и получил приз Сая Янга. В 2021 году подписал трехлетний контракт с «Доджерс».

## Профессиональная карьера

### «Аризона Даймондбэкс»

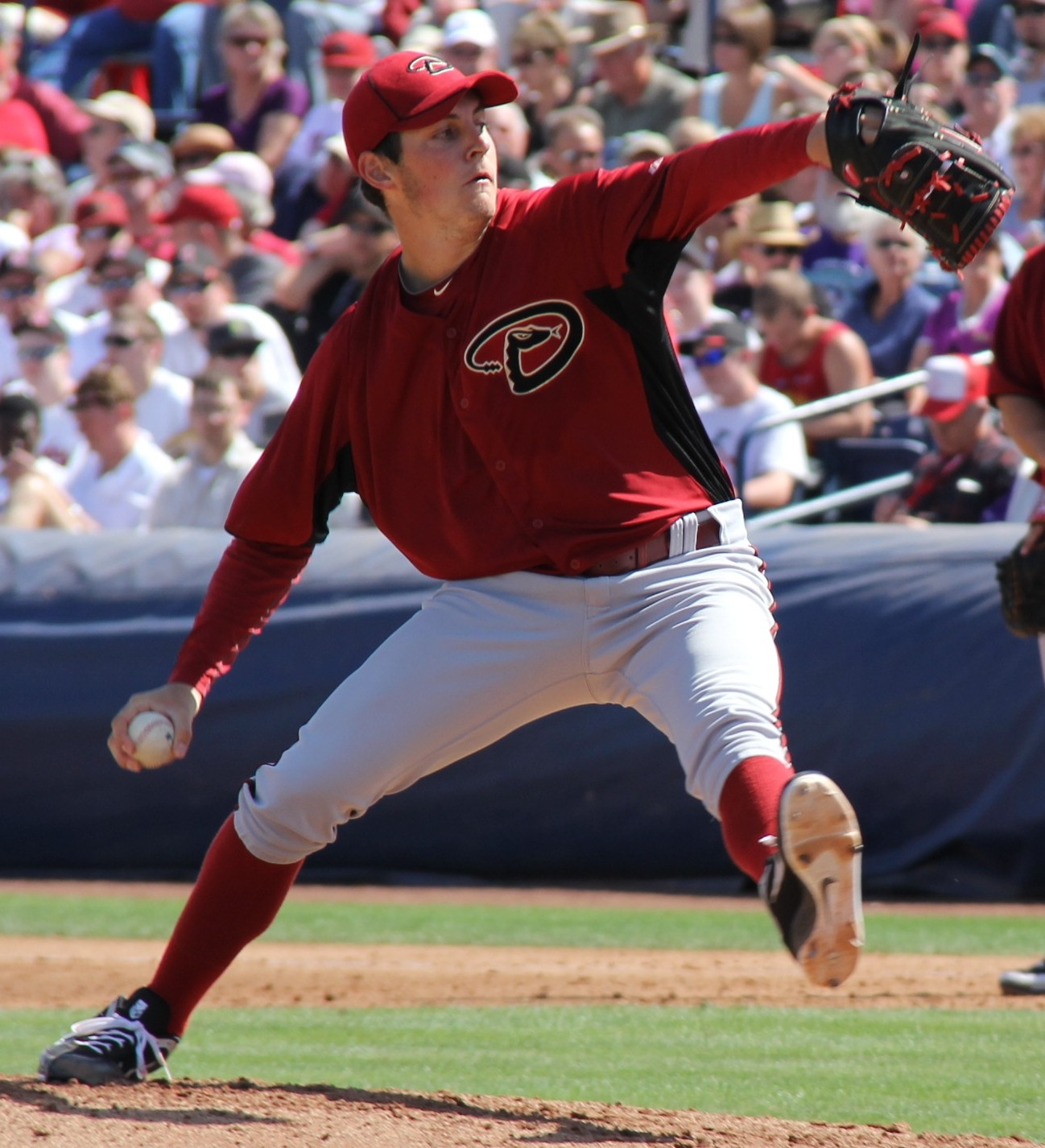
Бауэр в составе «Аризоны Даймондбэкс» на весенних тренировках 2012

«Аризона Даймондбэкс» выбрала Бауэра под общим третьим номером на драфте МЛБ 2011 года. 25 июля Тревор подписал контракт с клубом и был помещён в список из 40 игроков. Дебют на профессиональном уровне состоялся за команду «Висейлия Роухайд». В первой игре Бауэр сыграл 2 иннинга, в которых допустил 1 хит, 1 уок и выбил 3 бэттеров. В «Висейлии» он трижды выходил стартовым питчером, допустив три рана и семь хитов. Тем не менее, он выбил 17 из 39 бэттеров, с которыми столкнулся, заработав себе повышение до команды «Мобил БэйБирс».
За четыре старта за «Мобил БэйБирс» в 16+2⁄3 иннингах он выбил 26 бэттеров, но допустил восемь уоков и имел показатель 7.56 ERA. 20 августа 2011 года Бауэр одержал свою первую победу как профессионал в игре против «Джексонвилл Санс» (13-6). Принял участие в Матче будущих звёзд 2012.
28 июня 2012 года дебютировал в МЛБ за «Даймондбэкс» в игре против «Атланты Брэйвз». За 4 иннига он выбил 3 бэттеров и допустил 5 хитов. Свою первую победу он одержал 8 июля в игре против «Лос-Анджелес Доджерс».

### «Кливленд Индианс»

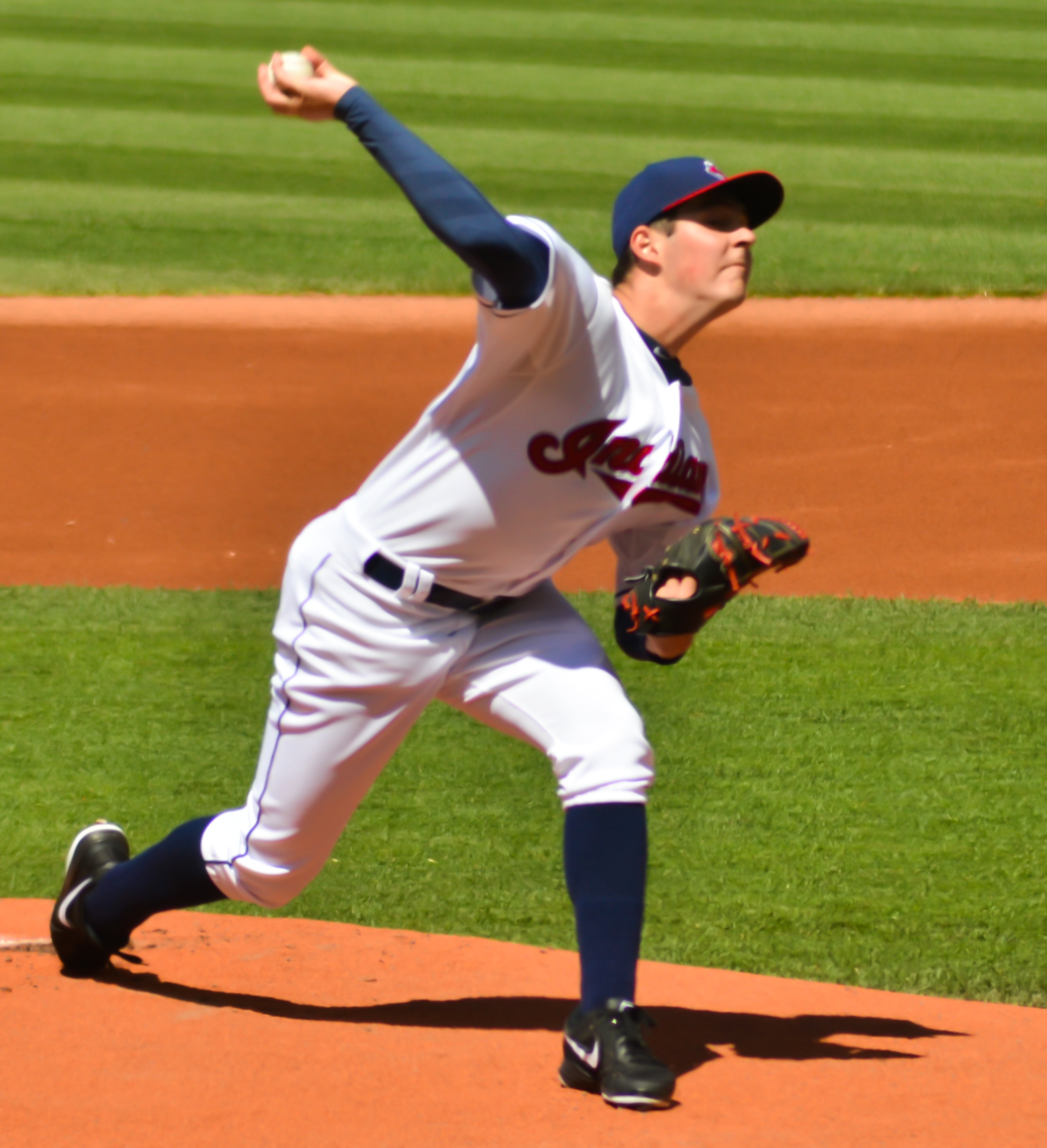
Бауэр в составе «Кливленд Индианс» в 2013 году

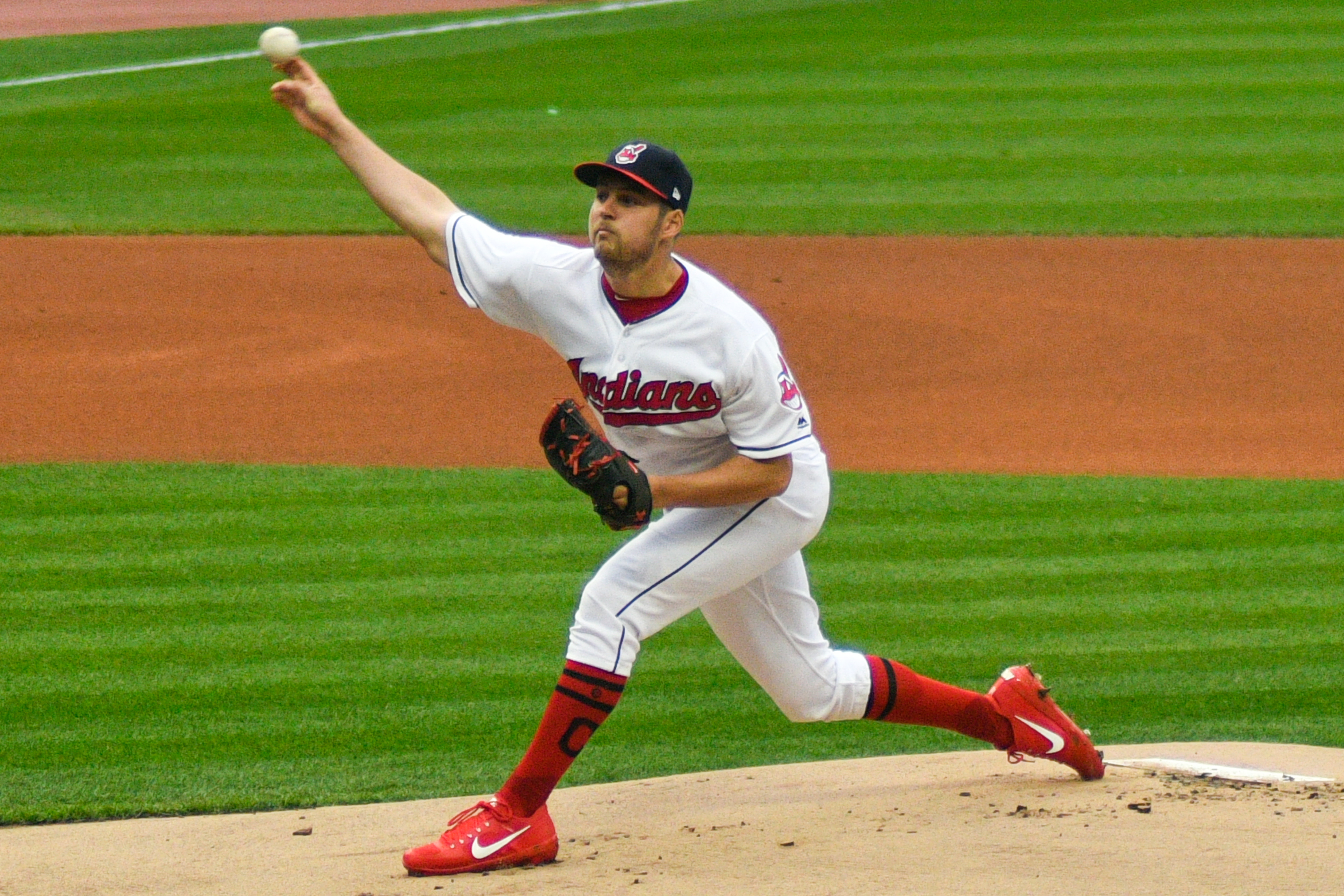
Бауэр в составе «Кливленд Индианс» в 2017 году

11 декабря 2012 года Бауэр был задействован в трехстороннем обмене. Он с Мэттом Альберсом и Брайаном Шоу перешли в «Кливленд Индианс» в обмен на Диди Грегориуса, Тони Сиппа и Ларса Андерсона. «Индианс» также получили Дрю Стаббса в сделке, по которой Шин-Су Чу и Джейсон Дональд отправились в «Цинциннати» для завершения сделки.
В 2013 году в «Индианс» его показатель был 1—2 с 5.29 ERA. В 2014 году — 5—8 с 4.18 ERA.
16 июня 2015 года Бауэр заработал свой первый хит как бэттер игре против Джейка Арриеты («Чикаго Кабс») в начале 5-го иннинга на «Ригли-филд». В 2015 году его показатель был 11-12, а также он имел самый высокий показатель занятых баз за 9 иннингов в среднем (4.04). Бауэр возглавлял Американскую лигу по уокам — 79.
Бауэр является коллекционером дронов. В октябре 2016 года, за несколько дней до запланированного старта постсезона, он порезал свой мизинец правой руки во время ремонта дрона, и ему потребовалось наложить 10 швов, чтобы закрыть рану. Эта травма вынудила перенести его старт в чемпионской серии Американской лиги со 2-й игры на 3-ю. В 3-й игре Бауэр был вынужден покинуть питчерскую горку после первого иннинга, так как порез открылся. В Мировой серии против «Чикаго Кабс» Тревор проиграл в обоих своих стартах, которые прошли в 2 и 5 играх. «Кабс» выиграли серию в семи играх.
Сезон 2017 Бауэр завершил с показателями 17—9 и 4.19 ERA.
В 2018 году получил приглашение на Матч всех звёзд. 11 августа в игре получил травму, из-за которой выбыл на меся. В том сезоне Бауэр ни на одну игру не вышел в качестве стартового питчера, сыграв в 3 в качестве релиф. В постсезоне он имел показатель 0—1 и 6.75 ERA . В итоге Бауэр завершил сезон с показателями 12—6 и 2.21 ERA.
4 апреля 2019 года Бауэр сыграл 7 иннингов без хитов против «Торонто Блю Джейс», за которые сделал 8 страук-аутов, 6 уоков и 1 hit by pitch. 28 июля, допустив семь ранов в игре с «Канзас-Сити Роялс», Бауэр от разочарования бросил бейсбольный мяч за пределы поля, увидев как его менеджер Терри Франкона вышел, чтобы заменить его. Позже Бауэр извинился за инцидент, назвав свои действия «ребяческими» и «непрофессиональными».

### «Цинциннати Редс»
31 июля 2019 года «Индианс» обменял Бауэра в «Цинциннати Редс» во время трехстороннего обмена, в котором также участвовал «Сан-Диего Падрес». «Индианс» получили Франмиль Рейеса, Логана Аллена, игрока младшей лиги Виктора Нова от «Падрес» и Ясиль Пуига и питчера малдшей лиги Скотта Мосса от «Редс», в то время как «Падрес» приобрели игрока младшей лиги Тейлора Траммелла от «Редс». Бауэр закончил сезон с показателем 11-13 и 4.48 ERA.
В течение 60 игр 2020 года, вызванными пандемией COVID-19, Бауэр за 11 стартов имел результат 5—4 с 1.73 ERA. Был стартовым питчером в первой игре уайлд-кард против «Атланты Брейвз», где сыграл рекордные для себя 7+2⁄3 иннинга, а в игре до 13-го иннинга не был открыт счёт. В 2020 году Бауэр выиграл приз Сая Янга в Национальной лиге, получив 27 из 30 голосов за первое место, обойдя Ю Дарвиша и Джейкоба Дегрома. Он стал первым питчером питчером «Редс», получившим эту награду.

### «Лос-Анджелес Доджерс»
11 февраля 2021 года Бауэр подписал трехлетний контракт за 102 миллиона долларов с «Лос-Анджелес Доджерс».

## Скандалы
В июне 2021 года Тревора обвинили в физическом насилии . Якобы Бауэр с помощью силы вступил с ней в сексуальный контакт. Спортсмен отрицает все обвинения и утверждает, что все происходила по согласию сторон.